# Società Sportiva Juve Stabia 2017-2018
Questa voce raccoglie le informazioni riguardanti la Società Sportiva Juve Stabia nelle competizioni ufficiali della stagione 2017-2018.

## Stagione
In questa stagione la Juve Stabia disputa il campionato di Serie C. Il club stabiese prende come allenatore Ciro Ferrara, il quale viene aiutato dal vice-allenatore Fabio Caserta, già presente nello staff tecnico dallo scorso anno.
Nella Coppa Italia Tim Cup, le vespe stabiesi superano il primo turno eliminando al Menti (3-1) il Bassano, poi vengono eliminate nel secondo turno dall'Ascoli (3-2). In campionato disputano il girone C delle Serie C, dove raccolgono 55 punti con il quinto posto finale. Nei Play-off entrano in scena nel secondo turno superando (4-3) la Virtus Francavilla, poi nel doppio confronto del primo turno della fase nazionale escono dagli spareggi, eliminati da due pareggi contro la Reggiana, (0-0) al Menti e (1-1) a Reggio Emilia. Simone Simeri che ha firmato 11 reti è stato il miglior realizzatore delle vespe.

## Divise e sponsor
Lo sponsor tecnico per la stagione 2017-2018 è Fly Line.
| Casa | Trasferta | Terza divisa | Portiere |

## Organigramma societario
Di seguito sono riportati i membri dello staff della Juve Stabia.
Area direttiva
- Proprietario: Francesco Manniello
- Vice Presidente: Giovanni Palma
- Direttore Generale: Clemente Filippi
- Segretario Generale: Raffaele Persico
- Segretario Sportivo: Rosario Imparato
- Ufficio Marketing: Giovanni Somma

Area organizzativa
- Delegato alla sicurezza dello stadio: Costantino Peccerillo
- Dirigente addetto arbitri: Giulio Vuolo Zurlo
- Responsabile sito web e grafica: Niko Scarica
- Accoglienza squadre ospiti: Giovanni Savastano
- Team manager: Giuseppe Di Maio

Area comunicazione
- Responsabile Ufficio Stampa: Umberto Naclerio
- Ufficio Stampa: Angelo Mirante, Giuseppe Amato

Area tecnica
- Direttore sportivo: Pasquale Logiudice
- Allenatore: Ciro Ferrara
- Allenatore in seconda: Fabio Caserta
- Preparatore dei portieri: Marco Giglio
- Preparatore atletico: Giuseppe Trepiccione
- Magazziniere: Vincenzo Guida
- Aiuto Magazziniere: Sebastiano Di Ruocco

Area sanitaria
- Medico sociale: Catello Di Somma
- Massofisioterapista: Francesco Parisi
- Fisioterapista: Nicola Colaps

## Rosa
Di seguito è riportata la rosa della Juve Stabia per la stagione 2017-2018.
| N. |                      | Ruolo | Calciatore         |
| -- | -------------------- | ----- | ------------------ |
| 1  | Italia (bandiera)    | P     | Alessandro Bacci   |
| 2  | Italia (bandiera)    | D     | Filippo Boccardi   |
| 3  | Italia (bandiera)    | D     | Pietro Dentice     |
| 4  | Argentina (bandiera) | D     | Santiago Morero    |
| 5  | Nigeria (bandiera)   | C     | Theophilus Awua    |
| 6  | Italia (bandiera)    | D     | Nicholas Allievi   |
| 7  | Italia (bandiera)    | D     | Valerio Nava       |
| 8  | Italia (bandiera)    | C     | Giorgio Capece     |
| 9  | Italia (bandiera)    | A     | Simone Simeri      |
| 10 | Italia (bandiera)    | A     | Daniele Paponi     |
| 11 | Italia (bandiera)    | A     | Tommaso Costantini |
| 11 | Italia (bandiera)    | A     | Lorenzo Sorrentino |
| 13 | Italia (bandiera)    | D     | Alex Redolfi       |
| 14 | Italia (bandiera)    | D     | Carlo Crialese     |

| N. |                       | Ruolo | Calciatore          |
| -- | --------------------- | ----- | ------------------- |
| 15 | Italia (bandiera)     | C     | Luigi Viola         |
| 16 | Gambia (bandiera)     | D     | Omar Gaye           |
| 17 | Camerun (bandiera)    | C     | Kelvin Matute       |
| 18 | Italia (bandiera)     | A     | Luigi Canotto       |
| 19 | Italia (bandiera)     | D     | Matteo Bachini      |
| 20 | San Marino (bandiera) | C     | Filippo Berardi     |
| 21 | Brasile (bandiera)    | C     | Gabriel Strefezza   |
| 22 | Italia (bandiera)     | P     | Luca Zanotti        |
| 23 | Italia (bandiera)     | A     | Francesco Lisi      |
| 24 | Italia (bandiera)     | C     | Alessandro Mastalli |
| 25 | Italia (bandiera)     | P     | Emanuele Polverino  |
| 26 | Italia (bandiera)     | P     | Paolo Branduani     |
| 28 | Italia (bandiera)     | C     | Giacomo Calò        |
| 29 | Italia (bandiera)     | A     | Gianluca D'Auria    |

## Risultati

### Serie C girone C

#### Girone di andata
| Arbitro: | Viotti (Tivoli) |

|                                           |           |                                |
| Scaringella 10’ Barisic 55’ Minicucci 88’ | Marcatori | 33’ (rig.) Paponi 68’ Mastalli |

| 3 settembre 2017 2ª giornata |  | – Turno di riposo Juve Stabia |  |  |

| Catanzaro 10 settembre 2017, ore CEST 3ª giornata | Catanzaro              | 0 – 0 | Juve Stabia | Stadio Nicola Ceravolo\| Arbitro: \| Marchetti (Ostia Lido) \| |
| Arbitro:                                          | Marchetti (Ostia Lido) |       |             |                                                                |

| Arbitro: | Prontera (Bologna) |

|                   |           |                                |
| Simeri 28’ (rig.) | Marcatori | 54’, 57’ Pagliarulo 72’ Murano |

| Arbitro: | Nicoletti (Catanzaro) |

|                   |           |                        |
| Scarpa 90’ (rig.) | Marcatori | 12’ Allievi 58’ Paponi |

| Arbitro: | Natilla (Molfetta) |

|                          |           |  |
| Allievi 16’ Mastalli 70’ | Marcatori |  |

| Arbitro: | Annaloro (Collegno) |

|                    |           |  |
| Redolfi 45’ (aut.) | Marcatori |  |

| Arbitro: | Maggioni (Lecco) |

|                     |           |                                |
| Lisi 50’ Paponi 74’ | Marcatori | 38’ Di Piazza 53’ 55’ Caturano |

| Catania 14 ottobre 2017, ore 14:30 CEST 9ª giornata | Sicula Leonzio   | 0 – 0 referto | Juve Stabia | Stadio Angelo Massimino (600 spett.)\| Arbitro: \| Paterna (Teramo) \| |
| Arbitro:                                            | Paterna (Teramo) |               |             |                                                                        |

| Arbitro: | Pashuku (Albano Laziale) |

|                     |           |                        |
| L. Viola 55’ (aut.) | Marcatori | 61’ Canotto 70’ Simeri |

| Arbitro: | N. Marini (Trieste) |

|            |           |  |
| Paponi 41’ | Marcatori |  |

| Arbitro: | Massimi (Termoli) |

|                   |           |              |
| Scognamillo 90+2’ | Marcatori | 37’ L. Viola |

| Arbitro: | Capone (Palermo) |

|            |           |                    |
| Simeri 45’ | Marcatori | 62’ (aut.) Bachini |

| Arbitro: | Fiorini (Frosinone) |

|              |           |  |
| Bruccini 48’ | Marcatori |  |

| Arbitro: | Volpi (Arezzo) |

|  |           |                 |
|  | Marcatori | 90+3’ Mazzarani |

| Arbitro: | Zanonato (Vicenza) |

|  |           |                        |
|  | Marcatori | 17’ Canotto 66’ Simeri |

| Arbitro: | Cipriani (Empoli) |

|                        |           |                   |
| Strefezza 53’ Lisi 69’ | Marcatori | 40’, 78’ Alfageme |

| Siracusa 10 dicembre 2017, ore 14:30 CET 18ª giornata | Siracusa         | 0 – 0 referto | Juve Stabia | Stadio Nicola De Simone (2.157 spett.)\| Arbitro: \| Proietti (Terni) \| |
| Arbitro:                                              | Proietti (Terni) |               |             |                                                                          |

| Arbitro: | De Santis (Lecce) |

|                          |           |                  |
| L. Viola 61’ Bachini 71’ | Marcatori | 15’ J. Fortunato |

#### Girone di ritorno
| Arbitro: | Mantelli (Brescia) |

|                                          |           |  |
| Canotto 18’ Paponi 62’ (rig.) Simeri 78’ | Marcatori |  |

| 30 dicembre 2017 21ª giornata |  | – Turno di riposo Juve Stabia |  |  |

| Arbitro: | D'Ascanio (Ancona) |

|                   |           |                |
| Zanini 28’ (aut.) | Marcatori | 87’ A. Letizia |

| Arbitro: | Viotti (Tivoli) |

|                                       |           |             |
| Scarsella 13’ Evacuo 75’ Murano 90+4’ | Marcatori | 10’ Bachini |

| Arbitro: | Meraviglia (Pistoia) |

|                |           |               |
| Sorrentino 68’ | Marcatori | 64’ Cesaretti |

| Arbitro: | Zingarelli (Siena) |

|                     |           |                 |
| L. Viola 19’ (aut.) | Marcatori | 80’, 90’ Simeri |

| Arbitro: | Zufferli (Udine) |

|  |           |                            |
|  | Marcatori | 10’ D'Ursi 90+5’ Jovanovic |

| Arbitro: | Mei (Pesaro) |

|  |           |              |
|  | Marcatori | 71’ Mastalli |

| Arbitro: | Dionisi (L'Aquila) |

|                       |           |  |
| Canotto 45’, 46’, 73’ | Marcatori |  |

| Arbitro: | Donda (Cormons) |

|                                                                        |           |  |
| Mastalli 21’ Paponi 29’ Strefezza 39’ Canotto 43’ Simeri 54’, 57’, 76’ | Marcatori |  |

| Arbitro: | Ayroldi (Molfetta) |

|           |           |                 |
| Cuomo 13’ | Marcatori | 59’ G. Crialese |

| Arbitro: | Pashuku (Albano Laziale) |

|                            |           |  |
| Mastalli 431’ L. Viola 55’ | Marcatori |  |

| Brindisi 18 aprile (recupero dal 24/03) 2018, ore 14:30 CET 32ª giornata | Virtus Francavilla | 0 – 0 | Juve Stabia | Stadio Franco Fanuzzi\| Arbitro: \| Raciti (Acireale) \| |
| Arbitro:                                                                 | Raciti (Acireale)  |       |             |                                                          |

| Arbitro: | Meleleo (Casarano) |

|               |           |                         |
| Marzorati 86’ | Marcatori | 29’ Calamai 48’ Dermaku |

| Catania 9 aprile 2018, ore 14:30 CET 34ª giornata | Catania            | 0 – 0 | Juve Stabia | Stadio Angelo Massimino\| Arbitro: \| Zanonato (Vicenza) \| |
| Arbitro:                                          | Zanonato (Vicenza) |       |             |                                                             |

| Arbitro: | Provesi (Treviglio) |

|                        |           |                 |
| Simeri 34’ Canotto 51’ | Marcatori | 45+1’ Salvemini |

| Arbitro: | D. Miele (Torino) |

|                                  |           |               |
| De Vena 75’, 90+7’ De Rose 90+4’ | Marcatori | 58’ Strefezza |

| Arbitro: | Paterna (Teramo) |

|                       |           |  |
| Mastalli 90+3’ (rig.) | Marcatori |  |

| Arbitro: | Rutella (Enna) |

|              |           |                   |
| Mezavilla 3’ | Marcatori | 25’ L. Sorrentino |

### Play-off
| Arbitro: | Amabile (Vicenza) |

|                                              |           |                                |
| Melara 4’ Canotto 12’ Berardi 73’ Paponi 88’ | Marcatori | 26’, 78’ Partipilo 84’ Prestia |

| Castellammare di Stabia 20 maggio 2018, ore 20:30 Ottavi di finale - Andata | Juve Stabia        | 0 – 0 | Reggio Audace | Stadio Romeo Menti\| Arbitro: \| Dionisi (L'Aquila) \| |
| Arbitro:                                                                    | Dionisi (L'Aquila) |       |               |                                                        |

| Arbitro: | Volpi (Arezzo) |

|              |           |            |
| Bastrini 80’ | Marcatori | 68’ Simeri |

### Coppa Italia

#### Primo turno
| Arbitro: | Fiorini (Frosinone) |

|                                      |           |             |
| Berardi 12’ Strefezza 45+2’ Nava 66’ | Marcatori | 40’ Minesso |

| Arbitro: | Baroni (Firenze) |

|                                    |           |                 |
| Favilli 27’ (rig.), 39’ De Feo 75’ | Marcatori | 32’, 78’ Paponi |